# Ross Macdonald
Pour les articles homonymes, voir John Macdonald et Macdonald.
Ne pas confondre avec le skipper canadien Ross MacDonald.
Œuvres principales
- Série des Lew Archer (1949-1976)

Ross Macdonald, pseudonyme de Kenneth Millar (il a aussi utilisé le pseudonyme John Macdonald) né le 13 décembre 1915 à Los Gatos, en Californie, et mort le 11 juillet 1983 à Santa Barbara, en Californie, est un écrivain canadien et américain de roman policier. Il est célèbre pour ses romans dans lesquels figure le détective privé Lew Archer.

## Biographie
Kenneth Millar, né en Californie de parents canadiens, est élevé et passe son adolescence à Kitchener, dans la province canadienne de l'Ontario. Dans sa jeunesse, il voyage beaucoup en Amérique, mais également en Europe. Au collège, il rencontre Margaret Sturm, patronyme de la future romancière Margaret Millar, qu'il épouse en 1938. Ils auront une fille, Linda, décédée en 1970.
Millar amorce sa carrière d'écrivain en adressant des récits à divers pulps. C'est pendant ses études à l'Université du Michigan, en 1944, qu'il achève son roman The Dark Tunnel. Il signe alors du nom de John Macdonald pour éviter toute confusion avec sa femme qui écrivait, avec succès sous le nom de Margaret Millar. Il devient alors John Ross Macdonald, qu'il transforme rapidement en Ross Macdonald, pour cause d'homonymie avec John D. MacDonald.
De 1944 à 1946, il est officier chargé des transmissions sur un navire, puis retourne à l'université et en sort diplômé (doctorat) en 1951. Il s'installe à Santa Barbara, en Californie. La plupart des romans de son héros, le détective privé Lew Archer, se déroulent dans et aux environs de cette ville qui est rebaptisée du nom fictif de Santa Teresa.
C'est en 1946 dans la nouvelle Find the Woman que le détective Lew Archer fait sa première apparition. Puis vient le tour du roman Cible mouvante (The Moving Target) en 1949. Ce détective privé, qui s'installe dans un petit bureau au 84111/2 Sunset Boulevard à Los Angeles, se trouve souvent mêlé à des enquêtes criminelles dans les milieux familiaux cossus de la côte Ouest. Ses dons de psychologue lui sont donc particulièrement utiles. Il se singularise en outre des héros conventionnels du roman noir par son allégeance à la gauche américaine[réf. nécessaire] et parce qu'il ne boucle pas toujours ses enquêtes, ce qui développe chez lui le doute et le découragement, des faiblesses qui le rendent très humain.

## Influences et postérité
Macdonald est le premier héritier de Dashiell Hammett et de Raymond Chandler. « Si l'influence de Chandler sur Macdonald a été souvent soulignée, on n'oubliera pas que Macdonald a introduit dans ses romans ses propres obsessions (la fuite du père, dans Un mortel air de famille, par exemple) et qu'on lui doit une peinture intéressante des minorités californiennes (dans Le Sourire d'ivoire, notamment) ». En somme, au style de ses prédécesseurs, il ajoute une grande profondeur psychologique et un regard politique qui n'hésite pas à dénoncer le capitalisme sauvage (comme dans Noyade en eau douce sur l'exploitation de gisements pétroliers). Ses intrigues compliquées tournent souvent autour de lamentables secrets familiaux. Les enfants prodigues ou dévoyés sont un de ses thèmes récurrents.

## Œuvre

### Romans

#### SérieLew Archer
- The Moving Target (1949) Publié en français sous le titre Il est passé par ici, Paris, Presses de la Cité, coll. « Un mystère » no 184, 1954 ; réédition, Paris, Presses de la Cité, coll. « Un mystère », 3e série, no 147, 1971 ; réédition, Paris, J'ai lu no 2246, 1987 ; réédition sous le titre Cible mouvante, Paris, 10/18, coll. « Grands Détectives » no 2965, 1998 ; réédition sous le titre Il est passé par ici dans Polars années cinquante, vol. 3, Paris, Omnibus, 1998 Publié en français dans une nouvelle traduction intégrale de Jacques Mailhos sous le titre Cible mouvante, Paris, Gallmeister, coll. « Totem » no 18, 2012  (ISBN 978-2-35178-518-8).
- The Drowning Pool (1950) Publié en français sous le titre Cadavre en eau douce, Paris, Presses de la Cité, coll. « Un mystère » no 179, 1954 ; réédition de la même traduction sous le titre La Toile d'araignée, Paris, Presses de la Cité, coll. « Un mystère » no 556, 1960 ; réédition, Paris, Presses Pocket no 1246, 1976 ; réédition sous le titre Cadavre en eau douce, Paris, J'ai lu no 2133, 1987 ; réédition, Paris, 10/18, coll. « Grands Détectives » no 3018, 1998 ; réédition sous le titre La Toile d'araignée dans Polars années cinquante vol. 4, Paris, Omnibus, 1999 Publié en français dans une nouvelle traduction intégrale de Jacques Mailhos sous le titre Noyade en eau douce, Paris, Gallmeister, coll. « Totem » no 19, 2012  (ISBN 978-2-35178-519-5)
- The Way Some People Die (1951) Publié en français sous le titre À chacun sa mort, Paris, Presses de la Cité, coll. « Un mystère » no 172, 1954 ; réédition, Paris, Presses Pocket no 1078, 1974 ; réédition, Paris, J'ai lu no 1959, 1986 ; réédition, Paris, 10/18, coll. « Grands Détectives » no 3081, 1999 Publié en français dans une nouvelle traduction intégrale de Jacques Mailhos sous le titre À chacun sa mort, Paris, Gallmeister, coll. « Totem » no 29, 2013  (ISBN 978-2-35178-529-4)
- The Ivory Grin ou Marked for Murder (1952) Publié en français sous le titre La Grimace d'ivoire, Paris, Presses de la Cité, coll. « Un mystère » no 129, 1953 ; réédition, Paris, Presses de la Cité, coll. « Un mystère », 3e série no 110, 1970 ; réédition, Paris, J'ai lu no 2034, 1986 ; réédition, Paris, 10/18, coll. « Grands Détectives » no 3246, 2000 Publié en français dans une nouvelle traduction intégrale de Jacques Mailhos sous le titre Le Sourire d'ivoire, Paris, Gallmeister, coll. « Totem » no 31, 2013  (ISBN 978-2-35178-531-7)
- Find a Victim (1954) Publié en français sous le titre Vous qui entrez ici, Paris, Presses de la Cité, coll. « Un mystère » no 202, 1955 ; réédition, Paris, 10/18, coll. « Grands Détectives » no 3280, 2001 Publié en français dans une nouvelle traduction intégrale de Jacques Mailhos sous le titre Trouver une victime, Paris, Gallmeister, coll. « Totem » no 42, 2014  (ISBN 978-2-35178-542-3)
- The Barbarous Coast (1956) Publié en français sous le titre Faut pas se mouiller, Paris, Presses de la Cité, coll. « Un mystère » no 319, 1957 ; réédition sous le titre La Côte barbare, Paris, J'ai lu no 1823, 1985 ; réédition, Paris, 10/18, coll. « Grands Détectives » no 3210, 2000 Publié en français dans une nouvelle traduction intégrale de Jacques Mailhos sous le titre La Côte barbare, Paris, Gallmeister, coll. « Totem » no 45, 2014  (ISBN 978-2-35178-545-4)
- The Doomsters (1958) Publié en français sous le titre La Malédiction des Hallman, Paris, Clancier-Guénaud, 1977 ; réédition, Genève, Éditions Famot, coll. « Les Grands Maîtres du roman policier », 1980 ; réédition, Paris, 10/18, coll. « Grands Détectives » no 2145, 1990 Publié en français dans une nouvelle traduction intégrale de Jacques Mailhos sous le titre Les Oiseaux de malheur, Paris, Gallmeister, coll. « Totem » no 56, 2015  (ISBN 978-2-35178-556-0)
- The Galton Case (1959) Publié en français sous le titre Un mortel air de famille, Paris, Fayard, coll. « L'Aventure criminelle » no 173, 1964 ; réédition, Paris, J'ai lu no 1752, 1984 ; réédition sous le titre L'Affaire Galton, Paris, 10/18, coll. « Grands Détectives » no 2894, 1997 Publié en français dans une nouvelle traduction intégrale de Jacques Mailhos sous le titre L'Affaire Galton, Paris, Gallmeister, coll. « Totem » no 105, 2018  (ISBN 978-2-351-78675-8)
- The Wycherly Woman (1961) Publié en français sous le titre Le Cas de la femme Wycherly, Paris, Fayard, coll. « L'Aventure criminelle » no 165, 1963 ; réédition sous le titre L'Affaire Wycherly, Paris, J'ai lu no 1631, 1984 ; réédition, Paris, 10/18, coll. « Grands Détectives » no 2825, 1997 Publié en français dans une nouvelle traduction intégrale de Jacques Mailhos sous le titre Le Cas Wycherly, Paris, Gallmeister, coll. « Totem » no 131, 2019  (ISBN 978-2-351-78687-1)
- The Zebra-Striped Hearse (1962) Publié en français sous le titre Le Corbillard zébré, Paris, Fayard, coll. « L'Aventure criminelle » no 179, 1964 ; réédition, Paris, J'ai lu no 1662, 1984 ; réédition, Paris, 10/18, coll. « Grands Détectives » no 2736, 1996 Publié en français dans une nouvelle traduction intégrale de Jacques Mailhos sous le titre Le Corbillard zébré, Paris, Gallmeister, coll. « Totem » no 174, 2021  (ISBN 978-2-35178-729-8)
- The Chill (1964) Publié en français sous le titre Le Frisson, Paris, Fayard, coll. « L'Aventure criminelle » no 187, 1964 ; réédition, Paris, J'ai lu no 1573, 1983 ; réédition, Paris, 10/18, coll. « Grands Détectives » no 2693, 1995 Publié en français dans une nouvelle traduction intégrale de Jacques Mailhos sous le titre Le Frisson, Paris, Gallmeister, coll. « Totem » no 209, 2022  (ISBN 978-2-35178-730-4)
- The Far Side of the Dollar (1965) Publié en français sous le titre La Face obscure du dollar, Paris, J'ai lu no 1687, 1984 ; réédition, Paris, 10/18, coll. « Grands Détectives » no 2640, 1995 Publié en français dans une nouvelle traduction intégrale de Jacques Mailhos sous le titre La Face cachée du dollar, Paris, Gallmeister, coll. « Totem » no 242, 2023  (ISBN 978-2-35178-731-1)
- Black Money (1966) Publié en français sous le titre Black Money, Paris, Hachette, 1972 ; réédition, Paris, 10/18, coll. « Grands Détectives » no 2535, 1994 Publié en français dans une autre traduction sous le titre Mon semblable, mon frère, Verviers, Gérard, coll. « Marabout » BMno 742, 1981 Publié en français dans une nouvelle traduction intégrale de Jacques Mailhos sous le titre Argent noir, Paris, Gallmeister, coll. « Totem » no 273, 2024  (ISBN 978-2-35178-732-8)
- The Instant Enemy (1968) Publié en français sous le titre La Mineure en fugue, Paris, Presses de la Cité, coll. « Une mystère », 3e série, no 135, 1971 ; réédition, Paris, Presses de la Cité, coll. « Punch » no 93, 1971 ; réédition, Paris, J'ai lu no 2551, 1989 ; réédition, Paris, 10/18, coll. « Grands Détectives » no 2572, 1995 Publié en français dans une nouvelle traduction intégrale de Jacques Mailhos sous le titre L'Ennemi immédiat, Paris, Gallmeister, coll. « Totem » no 317, 2025  (ISBN 978-2-35178-733-5)
- The Goodbye Look (1969) Publié en français sous le titre Un regard d'adieu, Paris, Hachette, 1972 ; réédition, J'ai lu no 1545, 1983 ; réédition, Paris, 10/18, coll. « Grands Détectives » no 2464, 1994
- The Underground Man (1971) Publié en français sous le titre L'Homme clandestin, Paris, Hachette, 1971 ; réédition, LGF, coll. « Le Livre de poche » no 3516, 1973 ; réédition, Paris, 10/18, coll. « Grands Détectives » no 2465, 1994
- Sleeping Beauty (1973) Publié en français sous le titre La Belle endormie, Paris, Fayard, coll. Thriller, 1975 ; réédition, Verviers, Gérard, coll. « Marabout » BMno 726, 1980 ; réédition, Paris, 10/18, coll. « Grands Détectives » no 2516, 1994
- The Blue Hammer (1976) Publié en français sous le titre Le Sang aux tempes, Paris, Fayard, 1978 ; réédition, Verviers, Gérard, coll. « Marabout » BMno 727, 1980 ; réédition, Paris, 10/18, coll. « Grands Détectives » no 2517, 1994

#### Romans signés Ross Macdonald
- Meet Me at the Morgue ou Experience With Evil (1953) Publié en français sous le titre Rendez-vous à la morgue, Paris, Presses de la Cité, coll. « Un mystère » no 160, 1954
- The Ferguson Affair (1960) Publié en français sous le titre L'Affaire Fergusson, Paris, Presses de la Cité, coll. « Un mystère » no 557, 1961 ; réédition, Paris, Presses de la Cité, coll. « Un mystère », 3e série, no 188, 1972

#### Romans signés John Macdonald en anglais et Kenneth Millar en français

##### SérieChet Gordon
- The Dark Tunnel ou I Die Slowly (1944) Publié en français sous le titre À la déloyale !, Paris, Gallimard, coll. « Série noire » no 103, 1951
- Trouble Follows Me ou Night Train (1946) Publié en français sous le titre Piège sur Hawaii, Paris, Presses internationales, coll. « Espionnage » no 21, 1961

##### Autres romans
- Blue City (1947) Publié en français sous le titre À feu et à sang, Paris, Gallimard, coll. « Série noire » no 30, 1949
- The Three Roads (1949) Publié en français sous le titre La Boîte de Pandore, Paris, Gallimard, coll. « Série blême » no 14, 1950

### Recueils de nouvelles
- The Name is Archer (1955) - contient 7 nouvelles
- Lew Archer: Private Investigator (1977) - contient le court roman The Name is Archer et deux autres nouvelles Publié en français sous le titre Lew Archer, détective privé à Hollywood, Paris, Fleuve noir, coll. « Super poche » no 8, 1993

Note : Le recueil français ne contient pas le court roman de l'édition originale, mais inclut les sept nouvelles de The Name is Archer.
- Strangers in Town (2001) - recueil de 3 nouvelles, dont deux avec Lew Archer.

### Nouvelles

#### SérieLew Archer
Ces nouvelles sont reprises dans les recueils My Name is Archer, Lew Archer, Private Investigator, et Strangers in Town.
- Find the Woman (juin 1946, Ellery Queen's Mystery Magazine) Publié en français sous le titre Cherchez la femme, dans Lew Archer, détective privé à Hollywood, Paris, Fleuve noir, coll. « Super poche » no 8, 1993
- The Bearded Lady (octobre 1948, American Magazine ; nouvelle aussi titrée Murder is a Public Matter) Publié en français sous le titre Tableau d'un meurtre, Paris, Opta, Mystère magazine no 160, mai 1961 ; réédition dans Lew Archer, détective privé à Hollywood, Paris, Fleuve noir, coll. « Super poche » no 8, 1993 Publié en français dans une autre traduction sous le titre Dame avec une barbe, dans Histoires qui font mouche, Paris, Pocket no 1820, 1981
- The Imaginary Blonde (février 1953, Manhunt ; nouvelle aussi titrée Gone Girl ou The Missing Sister Case) Publié en français sous le titre La Fille perdue, Paris, Opta, Mystère magazine no 303, mai 1973 ; réédition dans Lew Archer, détective privé à Hollywood, Paris, Fleuve noir, coll. « Super poche » no 8, 1993 Publié en français dans une autre traduction sous le titre Une fille perdue, dans Histoires préférées du maître ès crimes, Paris, Pocket no 1819, 1981
- The Guilty Ones (mai 1953, Manhunt ; nouvelle aussi titrée The Sinister Habit) Publié en français sous le titre Les Coupables, Paris, Opta, Suspense no 7, octobre 1956 ; réédition dans Lew Archer, détective privé à Hollywood, Paris, Fleuve noir, coll. « Super poche » no 8, 1993
- The Beat-Up Sister (octobre 1953, Manhunt ; nouvelle aussi titrée The Suicide) Publié en français sous le titre La Sœur disparue, Paris, Opta, L’Anthologie du mystère no 19, 1974 ; réédition dans Lew Archer, détective privé à Hollywood, Paris, Fleuve noir, coll. « Super poche » no 8, 1993
- Guilt-Edged Blonde (janvier 1954, Manhunt) Publié en français sous le titre Une blonde dorée sur tranche, Paris, Opta, Mystère magazine no 319, septembre 1974 ; réédition dans Lew Archer, détective privé à Hollywood, Paris, Fleuve noir, coll. « Super poche » no 8, 1993 Publié en français dans une autre traduction sous le titre Une blonde coupable sur les bords, dans Anthologie de la littérature policière, Paris, Ramsay, 1980
- Wild Goose Chase (juillet 1954, Ellery Queen's Mystery Magazine) Publié en français sous le titre Crime par procuration, Paris, Opta, Mystère magazine no 104, septembre 1956 ; réédition dans Lew Archer, détective privé à Hollywood, Paris, Fleuve noir, coll. « Super poche » no 8, 1993
- Midnight Blue (octobre 1960, Ed McBain's Mystery Magazine) Publié en français sous le titre Midnight Blues, Paris, Opta, Mystère magazine no 317, juillet 1974 ; réédition dans Lew Archer, détective privé à Hollywood, Paris, Fleuve noir, coll. « Super poche » no 8, 1993
- The Sleeping Dog (avril 1965, Argosy) Publié en français sous le titre Un chien de sa chienne, Paris, Campus éditions, Thriller no 3, mai-juin 1982 ; réédition dans Lew Archer, détective privé à Hollywood, Paris, Fleuve noir, coll. « Super poche » no 8, 1993
- Strangers in Town  - nouvelle écrite en 1950, publiée de manière posthume en 2001
- The Angry Man  - nouvelle écrite en 1955, publiée de manière posthume en 2001

#### Autres nouvelles
- Shock Treatment (janvier 1953, dans Manhunt)
- Bring the Killer to Justice (février, 1962, dans Ellery Queen's Mystery Magazine)
- Bad Blood (avril-mai 1967, dans Manhunt)
- One Brunette for Murder (août 1967, dans Adventure)
- The Singing Pigeon (1969, dans Alfred Hitchcock Presents: A Month of Mystery)

### Autres publications
- On Crime Writing (1973)
- Self-Portrait, Ceaselessly Into the Past (1981)

## Adaptations

### Au cinéma
- 1966 : Détective privé (Harper), film américain réalisé par Jack Smight, d'après le roman Cible mouvante, avec Paul Newman dans le rôle de Lew Archer rebaptisé Lew Harper, Lauren Bacall et Julie Harris
- 1975 : La Toile d'araignée (The Drowning Pool), film américain réalisé par Stuart Rosenberg, d'après le roman Noyade en eau douce, avec Paul Newman, Joanne Woodward et Anthony Franciosa
- 1981 : Double Negative, film canadien réalisé par George Bloomfield, d'après le roman The Three Roads, avec Michael Sarrazin, Susan Clark, Anthony Perkins et Kate Reid
- 1986 : Blue City, film américain réalisé par Michelle Manning, d'après le roman éponyme, avec Judd Nelson, Ally Sheedy et David Caruso
- 2003 : Le Loup de la côte Ouest, film franco-argentin réalisé par Hugo Santiago, d'après la nouvelle Guilt-Edged Blonde, avec James Faulkner dans le rôle de Lew Archer rebaptisé Lew Millar, et Anna Mouglalis

### À la télévision
- 1958 : Epitaph for a Golden Girl, épisode 12 de la première saison de la série télévisée américaine Pursuit (en), réalisé par Daniel Petrie, avec Joan Bennett
- 1974 : The Underground Man, téléfilm américain réalisé par Paul Wendkos, d'après le roman éponyme, avec Peter Graves dans le rôle de Lew Archer, Sharon Farrell et Celeste Holm
- 1975 : Archer, série télévisée américaine de 6 épisodes, avec Brian Keith dans le rôle de Lew Archer
- 1992 : Enquête dangereuse (autre titre Criminelle Attitude) (Criminal Behavior), téléfilm américain réalisé par Michael Miller, d'après le roman L'Affaire Ferguson, avec Farrah Fawcett, A Martinez et Dakin Matthews

## Sources
: document utilisé comme source pour la rédaction de cet article.
- Claude Mesplède et Jean-Jacques Schleret, SN, voyage au bout de la Noire : inventaire de 732 auteurs et de leurs œuvres publiés en séries Noire et Blème : suivi d'une filmographie complète, Paris, Futuropolis, 1982, 476 p. (OCLC 11972030), p. 272-275 (notice Kenneth Millar).
- Claude Mesplède (dir.), Dictionnaire des littératures policières, vol. 1 : A - I, Nantes, Joseph K, coll. « Temps noir », 2007, 1054 p. (ISBN 978-2-910686-44-4, OCLC 315873251), p. 90-91.
- Claude Mesplède (dir.), Dictionnaire des littératures policières, vol. 2 : J - Z, Nantes, Joseph K, coll. « Temps noir », 2007, 1086 p. (ISBN 978-2-910686-45-1, OCLC 315873361), p. 259-260.
- Jean Tulard, Dictionnaire du roman policier : 1841-2005. Auteurs, personnages, œuvres, thèmes, collections, éditeurs, Paris, Fayard, 2005, 768 p. (ISBN 978-2-915793-51-2, OCLC 62533410), p. 447-475

### Études sur Ross Macdonald
- (en) Matthew Bruccoli, Ross Macdonald, San Diego, Harcourt Brace Jovanovich, 1984 (ISBN 0-15-179009-4 et 0-156-79082-3)
- (en) Tom Nolan (préf. Sue Grafton), Ross Macdonald : a biography, New York, NY, Scribner, 1999, 496 p. (ISBN 0-684-81217-7 et 978-0-684-81217-5, OCLC 40180979)